# Guerra i pau (pel·lícula de 1965)
Guerra i pau (rus: Война и мир, romanitzat: Voïna i mir) és una adaptació cinematogràfica soviètica de la novel·la homònima de Lev Tolstoi dirigida per Serguei Bondartxuk de 1965 a 1967. Amb un pressupost de 8.291.712 rubles soviètics el 1967 (9213013 dòlars) és la pel·lícula més cara mai dirigida a l'URSS.

## Argument
1805 - S'inicien les hostilitats entre França, d'un costat, i Àustria i Rússia de l'altre, però per a l'aristocràcia, en les grans ciutats i a la cort, la vida continua amb les seves mundanitats i els seus petits escàndols. El príncep André Bolkonski somia amb la glòria i entra a l'exèrcit del Tsar. És ferit greument a la batalla d'Austerlitz…
1812 - La Grande Armée de Napoleó Bonaparte envaeix Rússia. La batalla de Borodinó és una matança èpica. Moscou és incendiada. La retirada a l'hivern sotmesa als atacs dels Cosacs és un calvari.
Obra cinematogràfica monumental, la pel·lícula, d'una durada total de 6 hores 42, és construïda en quatre parts on s'aborden tots els temes (anàlisis psicològiques, ètiques, estètiques, metafísiques, geopolítiques, històriques):
1. André Bolkonski
2. Natacha Rostova
3. 1812
4. Pierre Bezoukhov

La pel·lícula és reputada per l'ardidesa de la seva forma, la riquesa dels temes abordats i la complexitat de la seva arquitectura.

## Repartiment
El film suposa 300 papers:
- Liudmila Savelieva: Nataixa Rostov
- Serguei Bondartxuk: Piotr Bezúkhov
- Viatxeslav Tíkhonov: príncep Andrei Bolkonski
- Víktor Stanitsin comte Ilià Rostov
- Kira Golovko: Comtessa Rostov
- Oleg Tabakov: Nicolas Rostov
- Borís Smirnov: príncep Kuraguin
- Vassili Lanovoi: Anatoli Kuraguin
- Irina Skobtseva: Ielena Kuraguina Bezukhov
- Anastassia Vertínskaia: Liza Bolkonski
- Boris Zakhava: general Kutuzov
- Vladislav Strjeltxik: Napoleó Bonaparte
- Boris Khmelnitski: ajudant de camp del pare de Piotr Bezúkhov
- Vassili Soloviov: un canyoner

## Producció
Els preparatius de rodatge van començar a mitjans de 1961 i el rodatge va arrencar el setembre de 1962.
Segons el Llibre Guiness dels Records, l'escena de la batalla de Borodinó inclou aproximadament 120.000 figurants/soldats, el que suposa una de les més grans escenes de batalla mai filmades. Pels seus consells, molts museus van participar en la concepció dels vestits, el que en fa una de les pel·lícules més elaborades mai concebudes.
En la complexa narració de Tolstoi per descriure la invasió de Rússia per Napoleó, Bondartxuk va filmar algunes de les escenes de batalla més gràfiques i més llargues mai vistes abans; per a una d'elles l'escena dura 45 minuts. Per realisme molts cavalls van ser morts en les escenes de guerra. Per això, algunes ciutats americanes van boicotejar la pel·lícula sota la pressió de l'ASPCA.
Guerra i Pau  va ser filmada i difosa en 70 mm. El procediment era anomenat Sovscope 70 en la Unió Soviètica i a Europa. Als Estats Units, el procediment es deia Todd-AO, era una càmera de gran format amb 6-canals amb el so estereofònic. Les escenes d'acció ràpides van ser difícils de rodar amb una càmera 70 mm. Per pal·liar aquest handicap, diverses càmeres especials lleugeres van ser creades per a les necessitats de la pel·lícula. Algunes càmeres estaven suspeses sobre cables per travessar el camp de batalla. Altres sobre braços articulats telecomandats.

## Al voltant de la pel·lícula
- Una adaptació estatunidenca de la novel·la es va estrenar el 1956: Guerra i pau de King Vidor després de la rodada per Vladimir Gardin el 1915.
- El cost de producció va ser superior a 100 milions de dòlars de l'època. Segons Forbes, si es té en compte la inflació, costaria més de 700 milions de dòlars el 2005, cosa que en fa la pel·lícula la més cara mai dirigida.
- Liudmila Savelieva que interpreta el paper de Natacha Rostova era ballarina a Leningrad.[4][5]
- A Teriaievo, un petit poble prop de Volokolamsk, es van instal·lar els decorats de la seqüència de l'incendi de Moscou segons els esbossos dels decoradors Guennadi Miasnikov i Mikhaïl Bogdànov,
- En un pavelló de més de 1000 m² van ser instal·lats els decorats de la casa del senyor d'Ekaterinburg.

## Premis i nominacions

### Premis
- 1965: Gran Premi a 4t Festival internacional de Cinema de Moscou.
- 1965: Premi de IFF Moscou Lyudmila per la millor actriu.
- 1968: New York Film Critics Circle Award pel millor film estranger.
- 1969: Oscar a la millor pel·lícula estrangera.
- 1969: Globus d'Or a la millor pel·lícula estrangera.
- 1969: Premi de National Board of Review pel millor film en idioma estranger.

### Nominacions
- 1969: Oscar a la millor direcció artística per Mikhail Bogdanov, Gennady Myasnikov, Georgi Koshelev, V. Uvarov
- 1970: BAFTA a la millor direcció artística per Mikhail Bogdanov, Gennady Myasnikov